# Napalm
A napalm rendszerint a gyújtóbombák alapanyaga. Sűrűn folyós, vagy zselés állagú anyag. Általában kőolaj vagy hasonló jól égő anyag felhasználásával készül. Eredetileg kókuszzsírból nyert zsír- és olajsavakat kevertek alumíniumsókkal, majd kocsonyásított benzinnel, amelyet nátrium- és palmitinsavval kezeltek. Elsősorban közvetlenül emberi élet kioltására használt fegyver, mivel robbanáskor szétszóródik, rátapad a környező anyagokra. A nevét két fő összetevőjéről kapta, a nafténsavról és palmitinsavról. A napalm-B már újabb változat, és bár teljesen különböző a kémiai összetételük, gyakran nevezik ezt is egyszerűen napalmnak. A köznyelvben, a napalm szót használják több gyúlékony folyadék megnevezésére is.

## Fajtái
A napalm-B kémiailag különbözik elődjétől. Ehhez általában polisztirolt és benzolt használnak sűrítőanyagként, hogy a benzin zselészerű legyen. Az egyik előnye ennek az új keveréknek az, hogy biztonságosabban lehet kezelni és tárolni is. Korábban nagyon sok baleset származott abból, hogy az emberek a napalmkészletek közelében dohányoztak. A napalm-B hivatalos összetétele 21%-benzol, 33% benzin (ami önmagában is tartalmazott 1–4% benzolt az oktánszám növelésére), és 46% polisztirol. Ezt a keveréket nehezebb volt meggyújtani, mint a napalmot. Az eredeti napalm általában 15–30 másodpercig égett, míg napalm-B akár 10 percig is. Alternatív keverékek is ismertek, például a trietil-alumínium, ami egy öngyulladó vegyület, hogy elősegítse a napalm gyulladását.
Az amerikai és a szövetséges erők a második világháború alatt lángszórókban és bombákban egyaránt használtak napalm-B-t. Ez az anyag égés közben gyorsan elvonja az oxigént, miközben nagy mennyiségű szén-monoxidot és szén-dioxidot termel. Nagy mennyiségű napalmbombát használt a koreai és a vietnámi háborúban is az amerikai hadsereg.

## Kifejlesztése
A napalm fejlesztésének célja egy zselés benzinkeverék előállítása volt, amelyet a szövetséges erők a második világháború idején használhattak. 1942-ben Louis Fieser vezetésével, a Harvard Egyetem vegyészei állítottak elő először szintetikus napalmot.
1965-ben és 1969-ben a Dow Chemical cég B típusjelű napalmot gyártott az amerikai fegyveres erőknek. Miután a híradásokban a napalm-B halálos és roncsoló hatásai is megjelentek, a Dow Chemical tapasztaltabb dolgozói bojkottálták ezt az új készítményt, ezért új vegyészeket és vegyészmérnököket kellett toborozni. Ekkortájt a napalm-B lett a vietnámi háború szimbóluma.
A napalmhoz a Péti Nitrogénművektől is szállítottak alapanyagot a vietnámi háború alatt. Ezt ugyan titkolták, de a dollárbevétel miatt szemet hunytak a felhasználás célját illetően.[forrás?]

## Használatának története

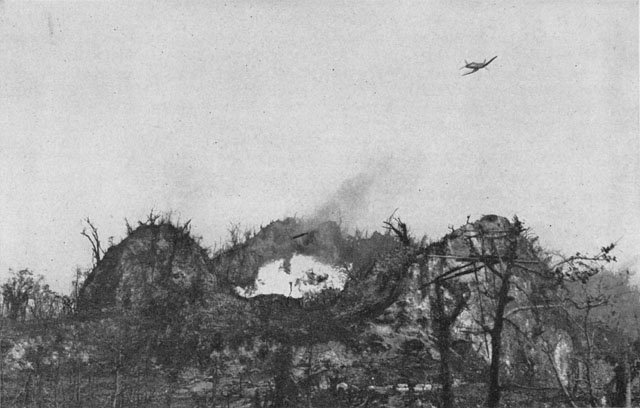
Egy F4U Corsair amerikai vadászgép napalmmal bombázza a japán bunkereket Peleliun

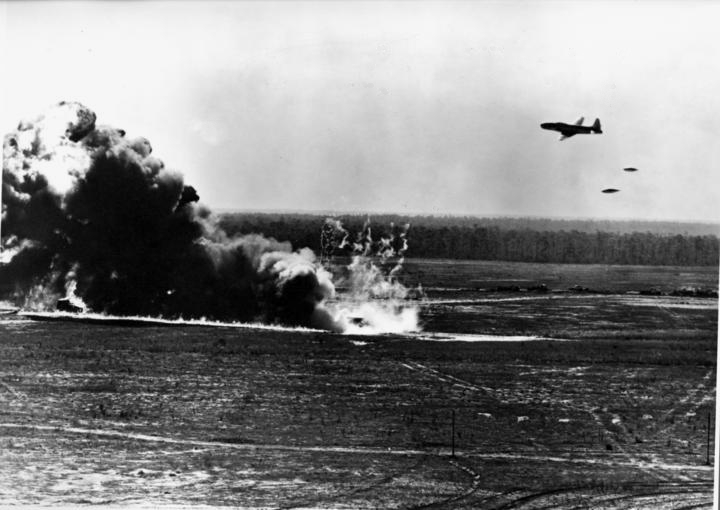
Amerikai F-80 típusú repülőgép dob le napalmot a koreai háborúban

Napalmot eleinte lángszórókban használtak. 1942-ben a Harvard Egyetem kutatói megállapították, hogy a benzines, zselészerű anyag lassabban ég, és így sokkal hatékonyabb. Alumíniumporral és naftenát-palmitáttal keverték. Ez a barnás, ragacsos-viszkózis anyag lassabban égett, mint a nyers benzin. Ezt az új keveréket széles körben használták a második világháborúban lángszórókban és gyújtóbombákban, elsősorban a RAF és az USAAF terrorbombázásai alkalmával. Számos vegyületet teszteltek a második világháború után, hogy a napalm biztonságosabb és hatékonyabb legyen, ennek eredménye lett a napalm-B kifejlesztése.
Első alkalommal 1944. július 17-én, egy P–38 Lightning bombázóból dobtak napalmbombát a Franciaországban levő coutances-i üzemanyagraktárra. 1944-ben és 1945-ben taktikai fegyverként a csendes-óceáni hadszíntéren is bevetették a japán bunkerek, fegyverállások, alagutak, és egyéb erődítmények ellen, különösen a Fülöp-szigeteken és Okinaván. Itt a mélyen beásott japán haderő pusztítása volt a cél. Az amerikai hadsereg a Mariana-szigeteknél már kifogyott a hagyományos termites gyújtóbombákból, ettől kezdve a B–29 Superfortressek napalmmal bombázták a japán városokat.
Az európai hadszíntéren La Rochelle ostrománál használták az amerikai erők a német katonák ellen, melynek során francia civilek is áldozatul estek, mintegy két héttel a háború befejezését megelőzően. A napalm-B-t használták a görög polgárháború során a görög hadsereg és a kommunista partizánok egységei is. Az első görögországi alkalmazásra a Grammosz-hegyen került sor, ami akkoriban a kommunista felkelők fellegvára volt.
A napalm-B-t széles körben használták az Egyesült Nemzetek katonai erői is a koreai háború idején. A szövetséges szárazföldi erők számbeli hátrányát a légteret uraló légierő bevetésével kompenzálták. Közvetlen légi támogatást nyújtottak a földi csapatoknak.

### Használata a hadviselésben

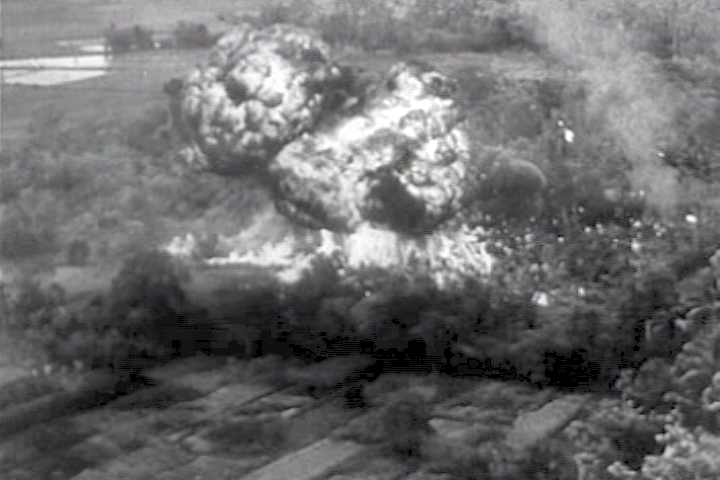
Francia gépek által a Việt Minh erőkre dobott napalm egy 1953-as rajtaütés során

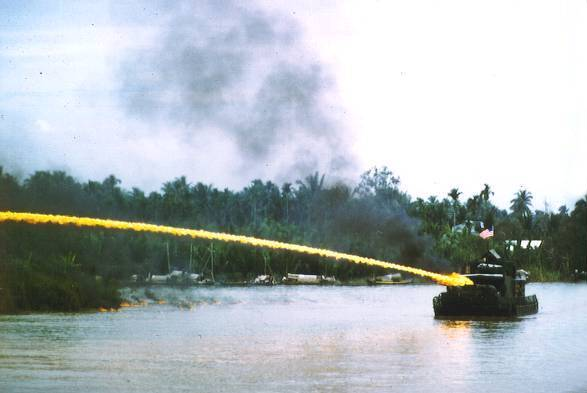
Amerikai folyami hajó napalmmal tüzel a lángszórójából

Az amerikai légierő és a haditengerészet célpontjai közé tartoznak katonák, tankok, épületek, dzsungel, sőt vasúti alagutak. A hatás nem mindig tisztán fizikai, a napalmnak jelentős pszichológiai hatása is volt az ellenségre. A koreai háború egyik legdemoralizálóbb eszköze volt. Számos észak-koreai és kínai egység adta meg magát, amikor a repülőgépeket meglátták. A pilóták megjegyezték, hogy látták az ellenséges csapatok fehér zászlóit, miután ledobták a napalmot. A hadifoglyok elmondták, hogy a napalm volt a legfélelmetesebb velük szemben alkalmazott fegyver.
Legutóbbi felhasználásai a következők: 
- Franciaország által az első indokínai háborúban (1946-1954),
- az algériai háború (1954-1962),
- A portugál gyarmati háború (1961-1974)
- A hatnapos háborúban Izrael (1967),
- Nigéria (1969),
- India és Pakisztán (1965 és 1971),
- Törökország (1974),
- A nyugat-szaharai háború (1975-1991),
- Irán (1980-1988),
- Brazília (1972),
- Egyiptom (1973),
- Irak (1980-1988, 1991, 2003-2011),
- Izrael (2003-2012)
- Angola (1993), Jugoszlávia (1991-1996), valamint
- Argentína (1982)

„A napalm a legszörnyűbb fájdalom, amit el lehet képzelni” mondta Kim Phúc, a napalmbombázásokat túlélő híres vietnámi-kanadai fényképésznő. „A víz 100 °C-on forr. A napalm 800–1200 °C-ot hoz létre.”
Az amerikai hadsereg egy katonájának beszámolója a napalmról
„Elégedettek vagyunk a fiúkkal a Dow cégnél. Az eredeti anyag nem volt elég meleg, és a vietnámiak, ha siettek, le tudták magukról kaparni. Ezért a fiúk polisztirolt adtak hozzá, és most már úgy ragad, mint a szar a pokróchoz. De ha a vietnámiak beugrottak a vízbe, akkor a láng kialudt, úgyhogy fehérfoszfort is adtak a keverékhez. Egy csepp is elég belőle, és az aztán csontig ég. Ha még ettől sem halnak meg, a foszformérgezés mindenképpen végez velük.”

## Hatása az emberekre
A napalm súlyos égési sérüléseket okozhat a bőrön és a testen, fulladást, eszméletvesztést és halált okoz. A robbanások olyan légkört teremthetnek, amelynek 20% feletti a szén-monoxid-tartalma. Az egyik legfontosabb ember elleni jellemzője a napalmnak, hogy nincs lehetőség az égő anyag eltávolítására a testről. Az égő gyújtóbomba tartalma beömlik az alagutakba, „rókalyukakba”, lövészárkokba, bunkerekbe, és a vízelvezető árkokba is. A még nem égő embereket megöli a hipertermia, hőguta, sugárzó hő, kiszáradás, fulladás, vagy szén-monoxid-mérgezés. A gyújtóbombás támadások a német városok ellen, például Drezdában és Hamburgban, sok halálos áldozatot követeltek.
Egy repülőgéppel szállított gyújtóbomba maximálisan 2100 négyzetméter területet gyújthat fel.

## A nemzetközi jog
A nemzetközi jog nem tiltja a napalm használatát lázadók vagy egyéb katonai célpontok ellen, ugyanakkor a civil lakosság védelmében egy 1980-as ENSZ-határozat lép fel szigorúan. A jegyzőkönyv korlátozza az összes gyújtófegyver használatát.

## Fordítás
- Ez a szócikk részben vagy egészben  a   napalm című angol Wikipédia-szócikk ezen változatának fordításán alapul.  Az eredeti cikk szerkesztőit annak laptörténete sorolja fel. Ez a jelzés csupán a megfogalmazás eredetét és a szerzői jogokat jelzi, nem szolgál a cikkben szereplő információk forrásmegjelöléseként.